# Sanford (Kolorado)
Sanford – miasto w Stanach Zjednoczonych, w stanie Kolorado, w hrabstwie Conejos.